# Semna

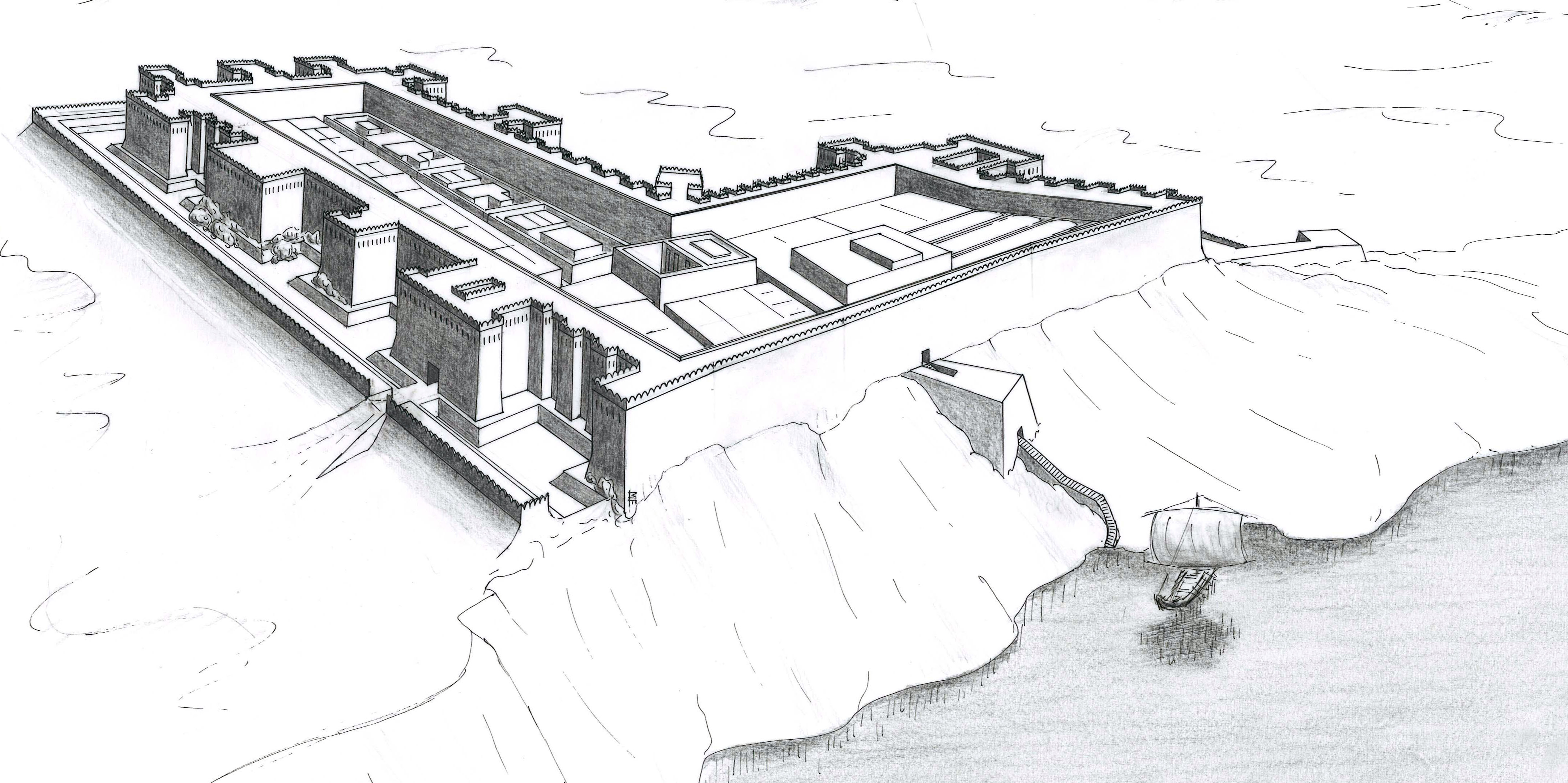
Rekonstruktionszeichnung der Festung von Semna

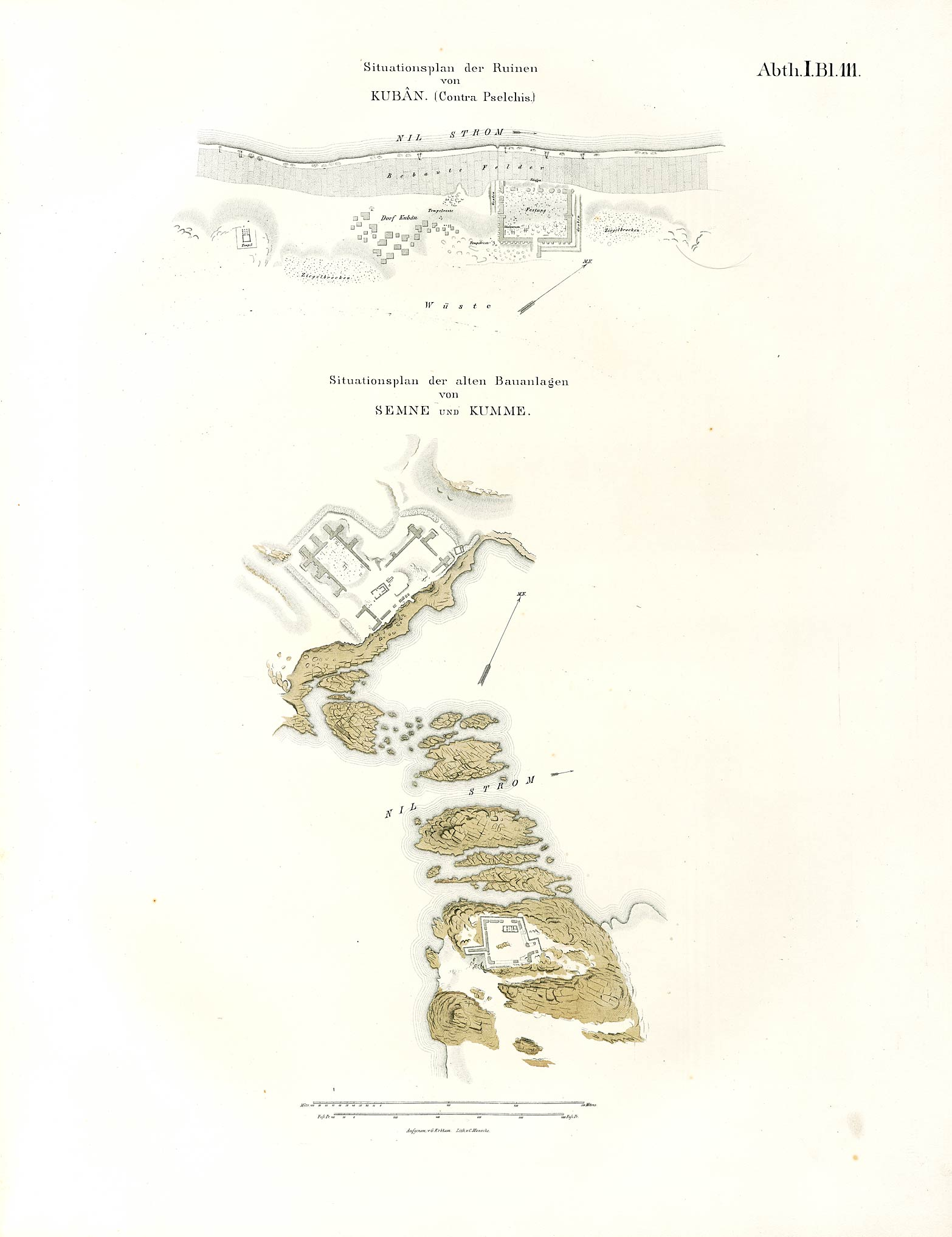
Georg Erbkam: Aufnahme von Quban und Semna (um 1842)

Semna (auch manchmal als Semna-West bezeichnet, um es von Semna-Süd zu unterscheiden) bildete zusammen mit Kumma eine Befestigungsanlage des Alten Ägyptens in Nubien und liegt auf dem Gebiet des heutigen Sudan. Der altägyptische Name der Festung lautete Sechem-Chakaure-maa-cheru, Mächtig ist der gerechtfertigte Chakaure, was dem Thronnamen von Sesostris III. entspricht. Die Festung lag flussaufwärts etwa 35 Kilometer südwestlich des zweiten Nil-Katarakts und 70 Kilometer südwestlich von Wadi Halfa am westlichen Nilufer. Auf der anderen Seite des Nils lag Kumma. Beide Orte sind heute wegen des Assuan-Staudamms vom Nubia-See überflutet. 

## Geschichte

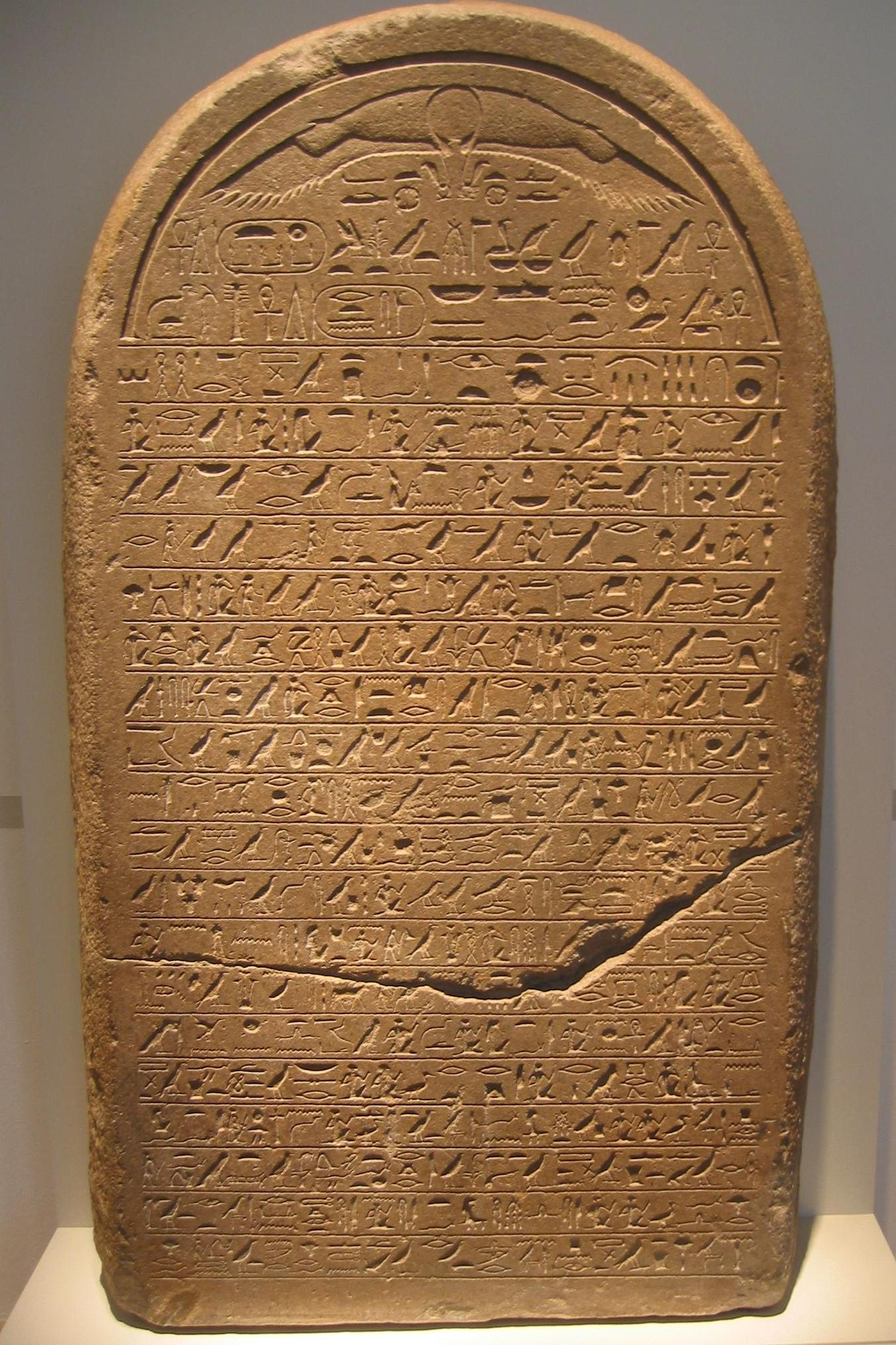
Grenzstein von Sesostris III

Sesostris III. ließ Semna an der damaligen Grenze zu Nubien errichten. Zur Unterstützung von Semna wurde zusätzlich noch die Befestigungsanlage von Kumma erbaut. Ob Sesostris III. auch für die Grundsteinlegung von Semna-Süd verantwortlich war, ist unklar, da Hinweise vorliegen, dass bereits Sesostris I. dort Bauunternehmen tätigte. Die Anlagen in Semna-Süd und Kumma waren kleiner und fungierten als zusätzliche Schutzbastionen zwecks Unterstützung von Semna, der eigentlichen Grenzkontrollstation.
Da praktisch sämtlicher Verkehr über den Nil ins Land Ägypten kam, war dies die ideale Stelle für eine Zollstation. Man kontrollierte die aus Nubien kommenden Schiffe und wollte insbesondere nur Händler, keine Gastarbeiter ins Land lassen. Dazu kennt man einen Erlass von Sesostris III. auf einer bei Semna aufgestellten Stele: Kein Schwarzer darf diese Stelle überschreiten, außer wenn er Rinder, Ziegen oder Schafe mit sich führt.
In der Regierungszeit von Thutmosis III. entstand ein Tempel zu Ehren des nubischen Gottes Dedwen und des als göttlich verehrten Sesostris III. Er wurde in einer Rettungsaktion vor der Überflutung 1965 zerlegt und im Garten des Nationalmuseums von Khartum wiederaufgebaut. Semna und Kumma dienten als militärische Häfen. Der Ort mit seinen Tempeln war noch im Neuen Reich bewohnt.

## Nilstandsmessungen
Auf umgestürzten Felsblöcken unterhalb der Festung befanden sich elf Nilstandsmarken, die im späten Mittleren Reich vom ersten Regierungsjahr des Amenemhet III. bis zum ersten Regierungsjahr des Amenemhet VII. (13. Dynastie) dort angebracht wurden, darunter eine Nilstandsmarke von Amenemhet V. aus dessen drittem Regierungsjahr. Auf einer dieser Felswände befand sich eine zusätzliche Inschrift, die in die frühe 18. Dynastie datiert. Der Zusammenbruch der Felswand, auf der die Nilmarken angebracht waren, muss sich daher zwischen der 13. Dynastie und dem Beginn des Neuen Reiches ereignet haben.
Die markierten Höhen der Nilflut führten bezüglich der Pegelstände in der Ägyptologie zu kontroversen Diskussionen, da sich bei Umrechnung der Nilstände für einen Zeitraum von 70 Regierungsjahren hinsichtlich der Nilometer in Elephantine, Karnak, Per Hapi und Memphis nicht realisierbare Pegelhöhen von deutlich über 33 Ellen ab Elephantine ergeben.